# Automatstål
Automatstål är ett stål som bildar små flisor när man bearbetar den. Detta ökar skärbarheten av materialet då mindre flisor förkortar kontakten mellan arbetsytan och skärverktyget, vilket minskar friktion, värme, energi som krävs och slitage på verktyget. Automatstål kostar ungefär 15-20% mer än vanligt stål men detta kompenseras av ökad bearbetningshastighet, större skärsår och längre livslängd.